# Cephalocleistocactus chrysocephalus
Cephalocleistocactus chrysocephalus ist die einzige Pflanzenart der monotypischen Gattung Cephalocleistocactus in der Familie der Kakteengewächse (Cactaceae). Der botanische Name der Gattung verweist auf das im Gegensatz zur Gattung Cleistocactus ausgebildete Cephalium.

## Beschreibung
Der strauchige, am Grunde verzweigte Cephalocleistocactus chrysocephalus erreicht eine Wuchshöhe von bis zu 5 Metern. Die schlanken, dunkelgrünen Stämme haben einen Durchmesser von 3 bis 5 Zentimeter mit 11 bis 14, bis zu 5 Millimeter hohen Rippen, die eine V-förmige Furche auf den Flanken beiderseits der Areolen aufweisen. Aus den 2 bis 3 Millimeter großen Areolen entspringen etwa 6 gelbliche, 0,3 bis 3 Zentimeter lange Mitteldornen und etwa 15 dünne, aufrechte, bis 0,7 Zentimeter lange Randdornen. Das anfangs nur seitlich erscheinende Cephalium hüllt später die gesamte Triebspitze ein. Es wird bis 1 Meter lang und 3 bis 4 Zentimeter breit. Das Cephalium besteht aus gelblichen, biegsamen bis borstenartigen, 3 bis 4 Zentimeter langen Dornen.
Die röhrenförmigen, gelben bis roten Blüten sind bis zu 5 Zentimeter lang. Die rötliche Früchte sind bis zu 2 Zentimeter lang und haben einen Durchmesser bis zu 3 Zentimeter. Sie enthalten kleine, glänzende schwarze Samen.

## Verbreitung, Systematik und Gefährdung
Cephalocleistocactus chrysocephalus ist bei Inquisivi im bolivianischen Departamento La Paz in Höhenlagen von 2300 bis 2900 Metern auf nur einem bisher bekannten Standort verbreitet. Die Erstbeschreibung der Gattung und der einzigen Art erfolgte 1959 durch Friedrich Ritter. Cephalocleistocactus chrysocephalus ist eng mit der Gattung Cleistocactus verwandt.
In der Roten Liste gefährdeter Arten der IUCN wird die Art als „Data Deficient (DD)“, d. h. mit keinen ausreichenden Daten geführt.

## Nachweise